# Confeitagem

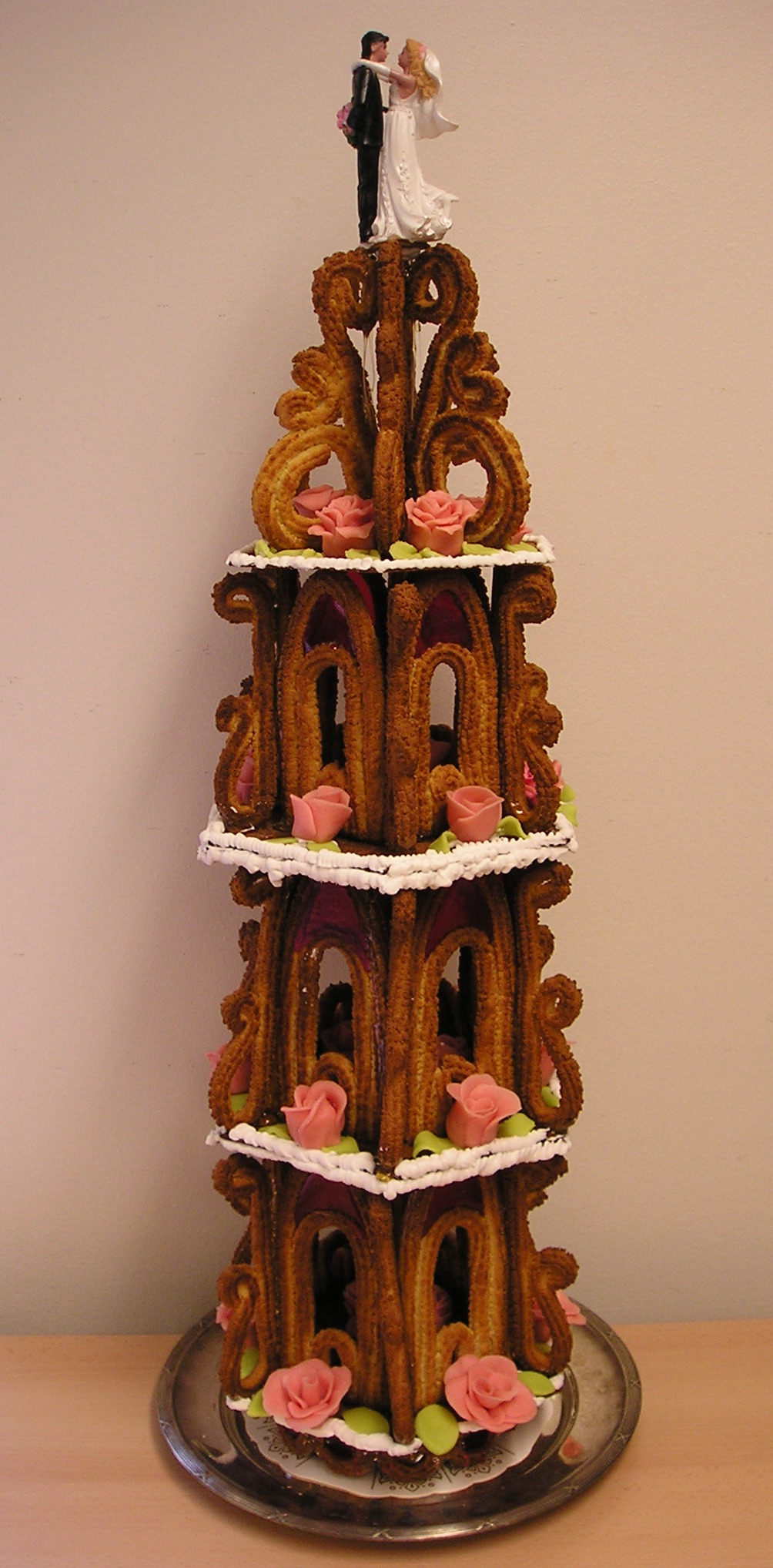
Este kransekake é uma confecção de padeiro tradicional escandinava

Confeitagem é a arte de fazer confeitos, que são alimentos ricos em açúcar e carboidratos. Definições exatas são difíceis. Em geral, entretanto, os confeitos são divididos em duas categorias amplas e um tanto sobrepostas: confeitos de padeiros e confeitos de açúcar. A profissão de confeiteiro abrange as categorias de cozinha do patissier francês (boleiro) e o confiseur (açucareiro).
Os produtos de confeitaria para padeiros, também chamados de "confeitos de farinha", incluem principalmente produtos de confeitaria doces, bolos e produtos assados semelhantes.  A confeitaria do padeiro exclui os pães do dia-a-dia e, portanto, é um subconjunto de produtos produzidos por um padeiro.
Produtos de confeitaria açucarada incluem balas, castanhas açucaradas, chocolates, gomas de mascar, chiclete, pastilhas e outros confeitos que são feitos principalmente de açúcar. Em alguns casos, os confeitos de chocolate (confeitos feitos de chocolate) são tratados como uma categoria separada, assim como as versões diet dos confeitos de açúcar.
A indústria de confeitagem também inclui escolas de treinamento especializadas e extensos registros históricos. A confeitagem tradicional remonta aos tempos antigos e continuou a ser consumida durante a Idade Média até a era moderna.

## História

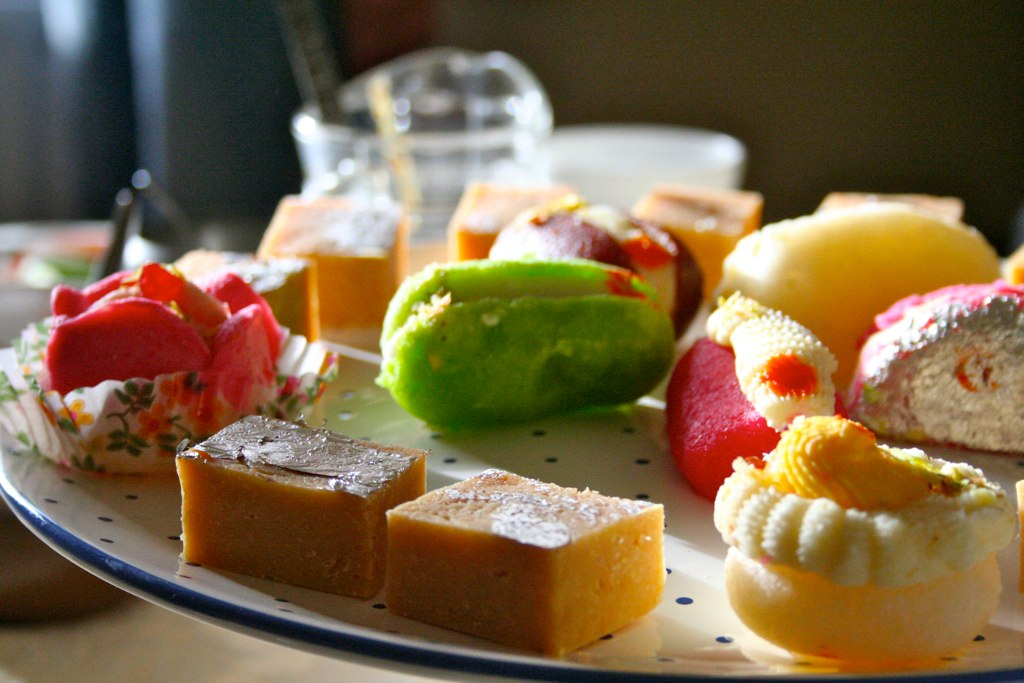
Algumas sobremesas da confeitaria indiana, que conta com centenas de variedades. Em certas partes da Índia, são chamados de mithai ou doces. Doces e sobremesas têm uma longa história na Índia: por volta de 500 a.C., o povo indiano desenvolveu a tecnologia para produzir cristais de açúcar. Na língua local, esses cristais eram chamados de khanda (खण्ड), que é a origem do inglês candy.

Antes de o açúcar estar disponível no mundo ocidental antigo, os confeitos eram baseados no mel. O mel era usado na China Antiga, Índia Antiga, Egito Antigo, Grécia Antiga e Roma Antiga para revestir frutas e flores para preservá-las ou para criar doces. Entre os séculos VI e IV a.C., os persas, seguidos dos gregos, fizeram contato com o subcontinente indiano e seus "juncos que produzem mel sem abelhas". Eles adotaram e depois espalharam a agricultura açucareira e canavieira. A cana-de-açúcar é originária do subcontinente indiano tropical e do sudeste da Ásia.
No início da história do uso do açúcar na Europa, inicialmente era o boticário quem tinha o papel mais importante na produção de preparações à base de açúcar. Os médicos europeus medievais aprenderam os usos medicinais do material com os árabes e gregos bizantinos. Um remédio do Oriente Médio para reumas e febres eram pequenos bastões torcidos de açúcar puxado, chamados em árabe de al fänäd ou al pänäd. Estes ficaram conhecidos na Inglaterra como alphenics. Eles foram os precursores do açúcar de cevada e das pastilhas para a tosse. Em 1390, o conde de Derby pagou "dois xelins por duas libras de alphenics".

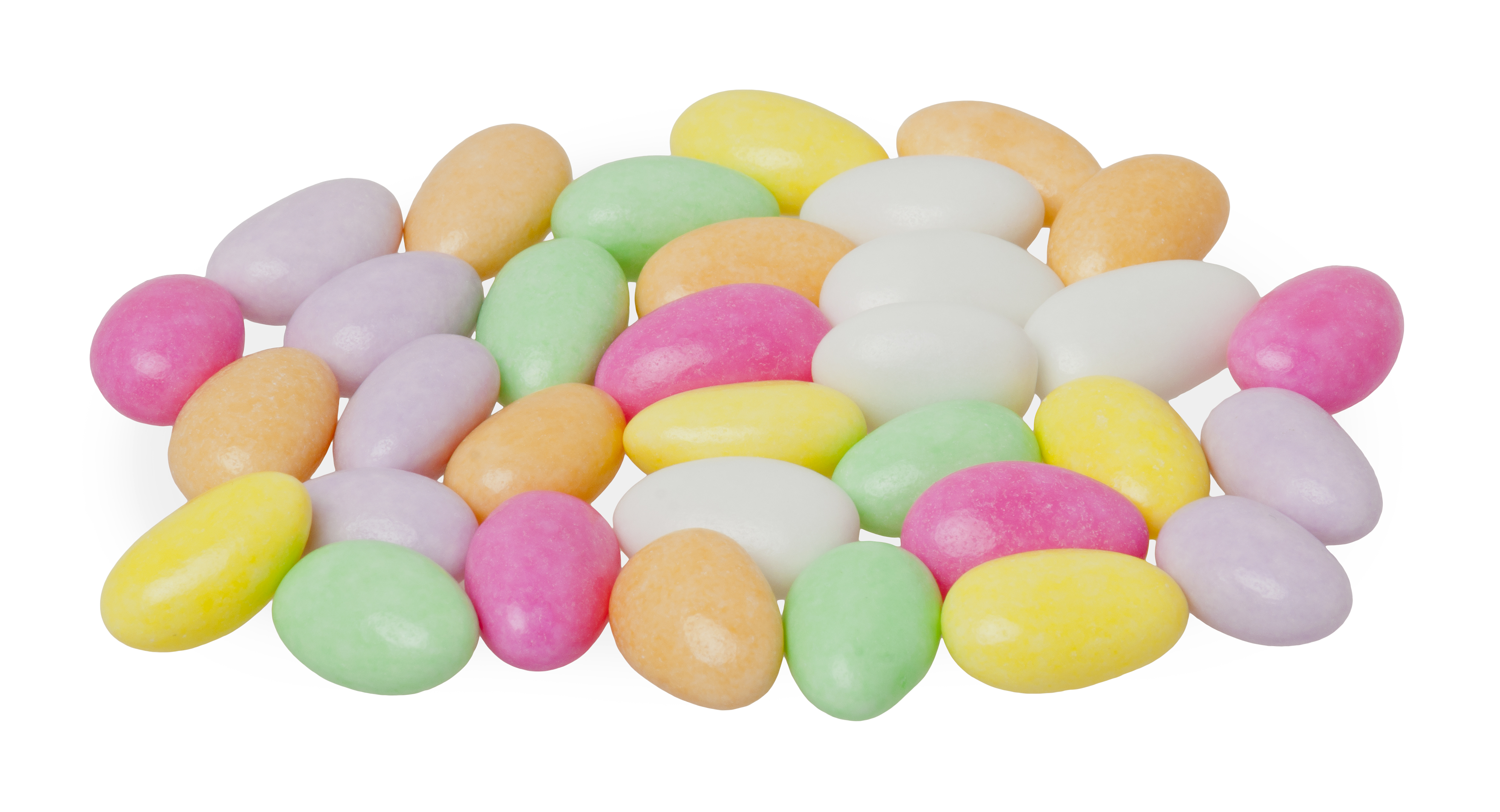
Amêndoas da Jordânia. Nozes revestidas de açúcar ou especiarias para fins não medicinais marcaram o início da confeitaria na Inglaterra do final da Idade Média

À medida que as aplicações não medicinais do açúcar se desenvolveram, o fabricante de confeitos, ou confeiteiro, gradualmente passou a existir como um ofício separado. No final do período medieval, as palavras confyt, comfect ou cumfitt eram termos genéricos para todos os tipos de doces feitos de frutas, raízes ou flores preservadas com açúcar. No século XVI, um cumfit era mais especificamente uma semente, noz ou um pequeno pedaço de especiaria encerrado em uma massa redonda ou ovóide de açúcar. A produção de confeitos era uma habilidade fundamental do primeiro confeiteiro, que era mais conhecido na Inglaterra dos séculos XVI e XVII como comfitmaker (fabricante de confeitos). Refletindo sua finalidade medicinal original, no entanto, os confeitos também eram produzidos por boticários e orientações sobre como fazê-los aparecer em dispensários e também em textos de culinária. Um nome latino medieval antigo para um boticário era confectionarius, e foi nesse tipo de trabalho açucareiro que as atividades dos dois ofícios se sobrepuseram e que a palavra "confeitagem" se originou.